# Tour della nazionale maschile di rugby a 15 del Galles 1995
Tra le due edizioni del 1991 e del 1995 della coppa del Mondo, la nazionale gallese di rugby union si reca varie volte in tour oltremare.
Nel 1995, invece il tour avviene dopo la Coppa del Mondo quando il Galles torna in Sudafrica per due match
| Witbank 26 agosto 1995 | SE Transvaal | 47 – 6 | Galles XV |  |

| Arbitro: | Joel Dumé |

|                                             |      |              |
| Mulder, F. Pienaar, Small, Teichmann, Wiese | mt   | M. Bennett   |
| Stransky 3                                  | tr   |              |
| Stransky 3                                  | c.p. | N. Jenkins 2 |